# Parroquia Monte Olivo
Monte Olivo es una parroquia ubicada al sudoriente del cantón Bolívar, en la norteña provincia del Carchi. Considerada toda la zona, se extiende sobre altitudes que van desde los 1.600 y los 3.800 m s. n. m., en consecuencia, posee tres pisos altitudinales: bajo (Valle), medio (con topografía mixta: semiplano y pendientes) y alto (en una buena parte, con pendientes muy pronunciadas).La Parroquia limita:
-Al Norte: la Parroquia Bolívar.
-Al Oeste, La parroquia de San Rafael, como límite natural la divide la quebrada Las Choreras.
-Al Sur oriente, la parroquia de Chuga, Cantón Pimampiro, provincia de Imbabura, como límite divisorio se toma el río Córdova, en parte la quebrada Espejo y el río San Miguel.
-Al Este: la parroquia el Playón de San Francisco y la parroquia la Sofía (Provincia de
Sucumbíos)

## Conformación de los Consejos de Planificación de los Gobiernos Autónomos Descentralizados
- Los Consejos de Planificación se constituirán y organizarán mediante acto
normativo del respectivo Gobierno Autónomo Descentralizado;
Para el caso de los gobiernos parroquiales rurales el Consejo de Planificación estará integrado de
la siguiente manera:
1. El Presidente de la Junta Parroquial;
2. Un representante de los demás vocales de la Junta Parroquial;
3. Un técnico ad honorem o servidor designado por el presidente de la Junta Parroquial;
4. Tres representantes delegados por las instancias de participación, de conformidad con lo establecido en
la Ley y sus actos normativos respectivos.

## División Política
- Barrios

-Centro frente al parque
-San José del Motilón
- Comunidades

-Monteolivo
-El Manzanal
-Raigrás
-Palmar Grande
-Pueblo Nuevo
-El Motilón
-El Aguacate

## Economía
La actividad agropecuaria es el principal motor económico del cantón con 64,42% de la población económicamente activa que trabaja en este sector, según los datos del censo de población y vivienda 2010.La actividad pecuaria en el cantón está relacionada con la producción de ganado ovino, porcino
y vacuno, siendo este último el de mayor importancia en la zona. El 4% del territorio es destinado a la producción de pastos cultivados y un 10% de pastos naturales, lo que incide en la productividad de los animales. Además del factor alimentación, el 50% de ganado vacuno es criollo (UPEC – GMCB, 2011) con bajo rendimiento de leche y baja capacidad de engorde.  

## Lugares Turísticos
- Mirador el Palmar
- Playa de caldera
- Cerro Gordo
- Vestigios arqueológicos de la cultura Pasto y Tusa
- Laguna Mainar
- Ríos Colindantes

## Clima
- Ecuatorial de alta montaña 2759,6 hectáreas
- Ecuatorial meso térmico semi-húmedo 3803,4 hectáreas

## Fiestas de La Parroquia
La parroquia Monte Olivo cada 2 de febrero, celebra la fiesta religiosa a la Virgen de la Purificación, en estas festividades se realiza la peregrinación de la imagen, toros populares, quema de chamiza, castillos, fuegos pirotécnicos, vacas locas, carrera de caballo, toro gol. Todo enero (un mes). En estas fiestas se preparan champús, pan de maíz, el famoso pambazo, que es pan de harina integral. Buñuelos en diciembre, panuchas, delicados, dulce de calabazo, dulce de leche y el famoso dulce de arrayán.
Otras de las fiestas tradicionales es la que celebran en honor al Divino Niño, las fiestas del carnaval y de la parroquia. Hay varios grupos de danza, música. Los niños y niñas tienen afición también por la música y la danza, lo cual asegura continuidad, siempre y cuando esta sensibilidad sea debidamente retroalimentada. Existencia de juegos tradicionales, algunos de los cuales son aplicados en concursos de escuelas. 

## Ecosistema

### Diversidad
Para la parroquia se registraron 202 especies de plantas vasculares. Las familias con mayor número de especies son: Asteracea (23) especies; Solanaceae (17) especies, Melastomatacea (18), Ericácea (10), Rosaceae (8) y Rubiácea (6).
La División Pteridofita (helechos) obtiene una diversidad de (43) especies diferentes sobre todo en el Bosque montano localizado con la mayor superficie de la parroquia.

### Fauna Silvestre
Sobre la base de los registros obtenidos solo se pudo confirmar 40 registros de especies animales, valor que no es representativo de la biofauna, más bien este dato muestra la falta de investigación y carencia de información de la biodiversidad del territorio. Estas especies están amenazadas por la rápida desaparición de los bosques y su material genético se está degradando porque estos se encuentran aislados en las pequeñas islas de vegetación, razón por la cual, es necesario crear corredores biológicos para que exista un intercambio de especies entre los animales. Todas estas especies están albergadas en los escasos remanentes de bosque.

### Mamíferos
En el cantón se registraron siete especies de mamíferos pertenecientes a seis familias tomadas de estudios realizados. Estas siete especies representan el 2,16% del total de especies registradas en el Ecuador. También, tres de las especies que se presenta están en la categoría de menor preocupación, esto no significa que la especie no requiere de medidas de protección especial pero que no debemos descuidar el hábitat de estas especies, pues podemos inclinar su categoría a peligro crítico o vulnerables.

### Aves
El número total de especies registradas fue de 29 especies pertenecientes a 10 familias. No se registraron especies dominantes y muy frecuentes, esto por la falta de registros. La familia Fringillidae es la que predomina, todas son de especies diferentes lo que demuestra rápidamente la gran diversidad del territorio; claro está que esto debe ser comprobado cualitativamente y cuantitativamente en el campo. La segunda familia más dominante es Columbidae que está sujeta al mismo análisis. 

## Recursos hídricos
Los principales sistemas hídricos: el río San Miguel, el río Carmen y quebradas como Santa María, Changona, Manzanal, Yal, y algunas vertientes menores que no tienen nombre. Los sistemas hídricos han conformado 3 micro cuencas; la una, conformada por los ríos San Miguel y el Carmen, ocupa la mayor cantidad del territorio parroquial. De esta micro cuenca 100 se toman el 90% del abastecimiento de agua de riego, abrevadero de animales y consumo humano. Consecuentemente, las riveras del río el Carmen se encuentra alterada drásticamente, y en el río San Miguel se ha deforestado la parte baja del río, quedando sin alteraciones la parte alta la micro cuenca hidrográfica. La segunda micro cuenca formada en el territorio es la que se determina por la influencia de la quebrada Manzanal. Esta micro cuenca se ubica en los poblados de Motilón y Aguacate. Esta micro cuenca es la de menos extensión del territorio; está rodeada por la loma el Manzanal y la quebrada Camuera. Esta micro cuenca se encuentra deforestada en gran extensión del territorio. La micro cuenca formada por la quebrada Yal se encuentra localizada en la parte occidental del territorio parroquial. Esta está marcada por la cuenca del río Chota; la presencia de vientos ha ocasionado la disminución de cobertura vegetal, lo cual ha ocasionado la disminución del caudal de la quebrada Yal y Chorros, haciendo necesario la implantación de sistemas de riego que provienen del río el Carmen en esta área. 

## Población de La Parroquia
El 94,67% de la Población de la Parroquia se autodefine como mestizo/a, mientras que el 3,61% se autodefine como blanco/a y el 1,18% como
afroecuatoriano/a y afrodescendiente; en una menor porción la población se autodefine como indígena con el 0,36%.

## Educación

### Analfabetismo
De acuerdo al Censo de Población y Vivienda 2010, considerando la Población de 15 años y más, existen 998 personas en condición de alfabetos y 119 personas en condición de analfabetos, esto implica, el 89.35% y 10.65% respectivamente. A nivel Cantonal se registran aproximadamente 754 personas bajo la condición de analfabetismo, que corresponde al 7.63% de la población entre edades de 15 años y más.